# Татарский Менеуз
Татарский Менеуз (баш. Татар Мөнәүезе) — деревня в Илишевском районе Башкортостана, входит в состав Базитамакского сельсовета.

## История
Основана тептярями по договору 1777 года о припуске на вотчинных землях башкир Еланской волости Казанской дороги под названием Менеуз.
В 1795 году учтён 51 чел., в 1865 г.  в 21 дворе жило 129 человек. Занимались земледелием, скотоводством. 

## Население
| 2002 | 2009 | 2010 |
| ---- | ---- | ---- |
| 176  | ↘161 | ↘156 |

Национальный состав
Согласно переписи 2002 года, преобладающая национальность — башкиры (94 %).

## Географическое положение
Расстояние до:
- районного центра (Верхнеяркеево): 26 км,
- центра сельсовета (Базитамак): 4 км,
- ближайшей ж/д станции (Буздяк): 138 км.

## Инфраструктура
Население занято в колхозе им. XXII партсъезда. Есть основная школа, детский сад, фельдшерско-акушерский пункт, клуб, библиотека.

## Известные уроженцы
- Зинатуллин, Рифкат Зиннатуллович (15 декабря 1928 — 15 ноября 2005) — бригадир комплексной бригады колхоза имени XXII партсъезда БАССР, Герой Социалистического труда.